# Henri de Soria
Pour les articles homonymes, voir Soria (homonymie).
Salomon Henri de Soria (né à Bordeaux le 12 juin 1860 et mort à Paris 8e le 26 octobre 1914,) est un professeur de danse, chorégraphe et historien de la danse français. Il a enseigné au Conservatoire national de musique et de déclamation de 1895 à 1905.
Il est l'auteur d'ouvrages pédagogiques et historiques sur la danse.

## Œuvres
- La Fête des blanchisseuses. Ballet de Messieurs Soria & Pilati ; pour piano par A. P. Juliano, Paris, Félix Mackar, s.d. [1876].
- Pavane Médicis op. 110. Théorie composée par de Soria, musique d'Édouard Broustet, Paris, Ed. Lissarrague, s.d. [1886].
- Gavotte-Marly, théorie composée par H. de Soria, Paris, Michels et fils, s.d. [1887].
- L'Américaine, nouveau pas de quatre. Théorie de Henri de Storia fils ; musique de E. Stoerkel, Paris, Enoch frères, Costallat, s.d. [1893].
- Marche des petits pierrots. Two step (deux pas) nouvelle danse américaine pour piano. Théorie de Henri de Soria, fils ; musique d'Auguste Bosc, Paris, A. Bosc, s.d. [1896], lire en ligne sur Gallica.
- Histoire pittoresque de la danse. Précédée d'une lettre-préface par Jules Claretie, Paris, H. Noble, 1897[3].
- Le Cotillon, Paris, Enoch & Cie, 1899.
- Manuel du maintien et de la danse, Paris, Enoch & Cie, s.d. [1894]. Réédition Paris, Enoch & Cie, Flammarion, s.d. [1900].